# El hombre que imaginaba
El hombre que imaginaba es una película chilena del año 1998. Dirigida por Claudio Sapiaín, protagonizada por Gregory Cohen y Aline Küppenheim.

## Reparto
- Gregory Cohen como Jota.
- Aline Küppenheim como Jimena.
- Alex Zisis como Ulises.
- Bélgica Castro como Señora Gracia.
- Tichi Lobos como Soledad.
- Pedro Vicuña como Enfermero.
- Boris Quercia como Aníbal.
- María Izquierdo como Funcionaria de Isapre.
- Héctor Aguilar como Guardia de Isapre.
- Amaya Forch como Productora de TV.
- Vilma González como Enfermera.
- José Soza como Heladero.
- Armando Cavieres
- Ana María Acevedo
- Javier Campos
- Lía Maldonado